# مجلة أسامة
مجلة أسامة هي مجلة سورية نصف شهرية للأطفال تصدر في دمشق عن وزارة الثقافة السورية، صدر العدد الأول منها في تاريخ 1 شباط من عام 1969، وهي متخصصة بكل ما يتعلق بالطفل وتنمية وثقافة الأطفال واليافعين وتنشر اليوم المجلة في كافة المحافظات السورية والأقطار المجاورة، ولم تتأثر المجلة كثيراً بالأزمة السورية وما زالت تبدع أفكار ثقافية جميلة.
ترأس المجلة نخبة من الأساتذة عادل أبو شنب ثم زكريا تامر ثم ميشيل كيلو ثم دلال حاتم. وقد رسم بها ممتاز البحرة مبدع شخصية أسامة وماجد وشنتير وغيرهم، كذلك رسم بها طه الخالدي و نذير نبعة والفنان نعيم إسماعيل كما رسم بها يوسف عبدلكي ولجينة الأصيل ونزار غازي. ويبلغ سعر المجلة في سورية خمساً وثلاثين ليرة سورية، وسعرها عالميا دولار وخمسين سنت.
وفي مطلع عام 2016 تم تكليف الشاعر السوري قحطان بيرقدار برئاسة تحرير مجلة أسامة، ولا يزال يترأس تحريرها حتى الآن.

## وصلات خارجية
- الصفحة الرسمية لمجلة أسامة على موقع الهيئة العامة السورية للكتاب.